# 米尔豪斯·范霍腾

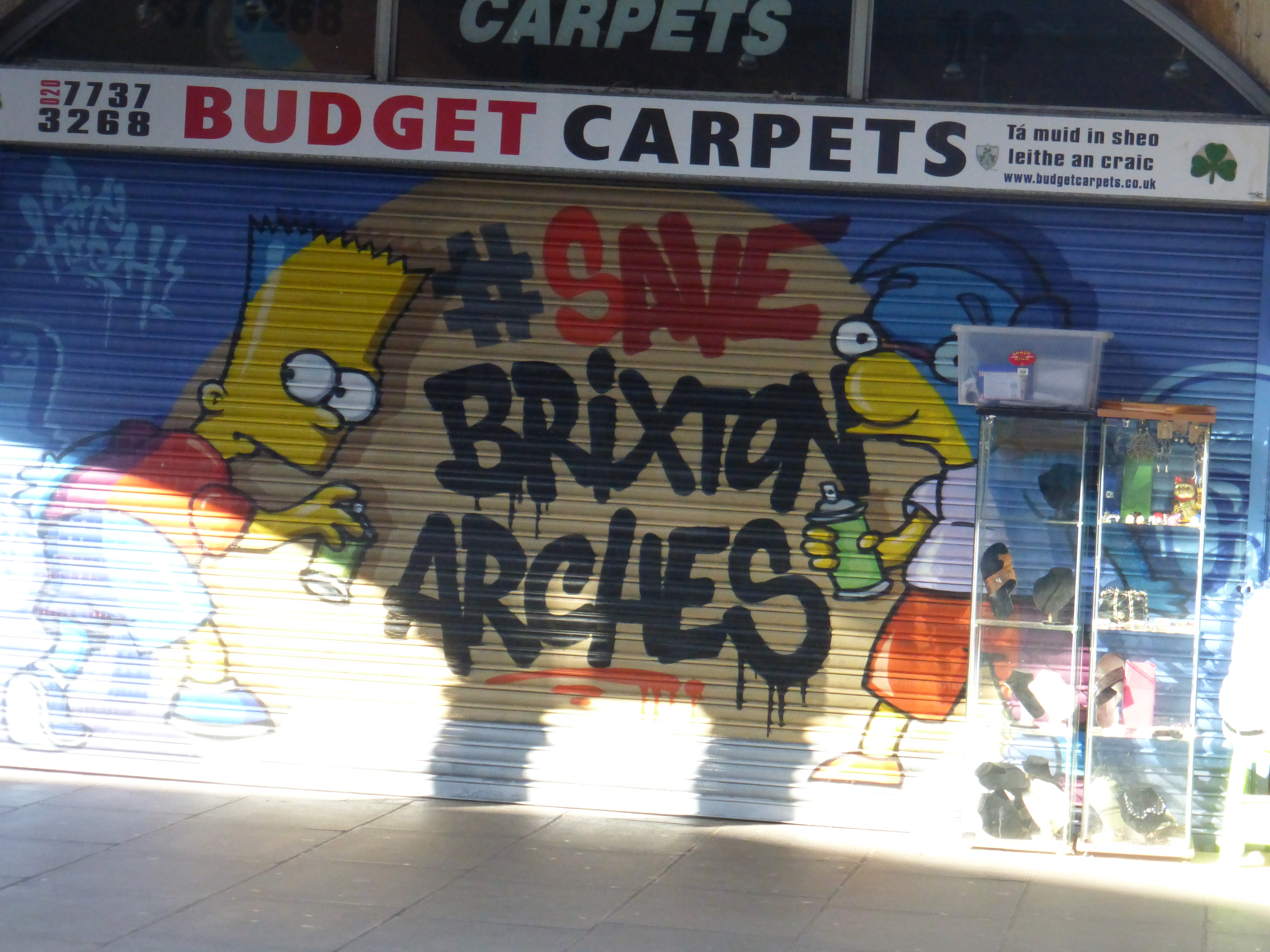
一个同时印有巴特（图左）与米尔豪斯（图右）的墙绘

米尔豪斯·墨索里尼·范·霍腾（Milhouse Mussolini Van Houten，FOX台灣頻道版譯為蘇呆子）是巴特·辛普森的同班同学，也是巴特的最好的朋友。

## 家庭
米尔豪斯的父亲是柯克·范霍滕，母亲是盧安·范霍滕。《辛普森一家》暗示，柯克的经济状况不好，而卢安的事业似乎更加顺利。《辛普森一家》多次暗示，米尔豪斯似乎更多受到来自母亲的管教。8季6集暗示，卢安可能对柯克有所颐指气使。这可能由于经济上的不平等。柯克对此非常不满，最终导致双方离婚。而米尔豪斯也受到了打击。不过双方终于在19季6集复婚。
17季7集中提到，米尔豪斯的外祖母是意大利人。她在体罚米尔豪斯时泄露了他的中间名：墨索里尼。
26季20集中，出現了名叫安妮卡(Annika Van Houten)的堂姊。長期住在荷蘭，習慣抽電子菸，常對周遭事物頗有微詞，霸子曾對她有好感，是家族中少數不戴眼鏡的成員。

## 与辛普森家族的关系
米尔豪斯对莉萨·辛普森一直钟情，而莉萨坚决拒绝（17季7集除外）。
米尔豪斯和巴特的哥们关系也经常成为剧集的卖点。巴特总是将米尔豪斯当做龙套看待。某些剧集里，双方都彼此忠诚；另外的一些剧集里，双方似乎都不是特别忠诚对方。
11季6集中，霍默·辛普森透露了他对米尔豪斯的看法，称米尔豪斯是“巴特的奇怪的朋友”。
9季19集，米尔豪斯无意中向巴特透露他觉得玛琦·辛普森漂亮。

## 性格
米尔豪斯的母亲似乎是一个并不稳重的女性。而他的父亲个性偏软弱。剧集中暗示米尔豪斯的个性深受这两面的影响。
13季18集中，米尔豪斯自认自己和书呆子的唯一区别是自己不够聪明。

## 信息来源
1. ↑  15季12集
2. ↑  5季18集；16季15集；3季5集
3. ↑  5季18集
4. ↑  20季17集；13季11集
5. ↑  8季6集；23季7集
6. ↑  11季14集